# (22903) Georgeclooney
(22903) Georgeclooney ist ein Asteroid des inneren Hauptgürtels, der am 14. Oktober 1999 vom italienischen Amateurastronomen Sauro Donati am Osservatorio Astronomico di Monte Agliale (IAU-Code 159) in Cune, einem Ortsteil von Borgo a Mozzano, entdeckt wurde. Sichtungen des Asteroiden hatte es vorher schon am 3. November 1988 unter der vorläufigen Bezeichnung 1988 VY7 am Karl-Schwarzschild-Observatorium im Tautenburger Wald sowie am 20. und 22. April 1998 (1998 HU137) an der Lincoln Laboratory Experimental Test Site (ETS) in Socorro, New Mexico im Rahmen des Projektes Lincoln Near Earth Asteroid Research (LINEAR) gegeben.
Die Sonnenumlaufbahn von (22903) Georgeclooney ist mit mehr als 25° stark gegenüber der Ekliptik des Sonnensystems geneigt und mit einer Exzentrizität von 0,2435 stark elliptisch. Der Asteroid befindet sich in einer 2+3-1-Bahnresonanz mit Jupiter und Saturn.
Der mittlere Durchmesser des Asteroiden wurde mit 3,434 km (±0,053) berechnet, die Albedo mit 0,236 (±0,034).
(22903) Georgeclooney wurde am 13. Juni 2014 nach dem Schauspieler George Clooney benannt. Im Benennungstext besonders hervorgehoben wurden zwei Filme, in denen Clooney mitgespielt hat: „Solaris“ aus dem Jahre 2002 und „Gravity“ aus dem Jahre 2013.